# El Septimo
Pour les articles homonymes, voir Séptimo et Leyson Séptimo.
El Septimo est une marque de cigares haut de gamme produite au Costa Rica et dont le siège est situé à Genève, en Suisse.

## Histoire
Fondée en 2005, cette marque fut acquise en 2019 par Younan Company. Initialement, ces cigares n’existaient qu’en Europe, mais, après l’acquisition, ils sont devenus une marque mondiale, étant présente sur 4 continents et ayant des boutiques dans 14 pays,. Les cigares El Septimo ont été développés pour contrer les pressions, chaque fois plus grandes, exercées sur l’industrie du tabac, et dans ce cas en particulier sur l’industrie du cigare, car la demande croissante mondiale a contraint les producteurs des principales marques de cigares à accélérer la production, diminuer le contrôle de qualité et nuire à la qualité des récoltes,,. Le but était donc de produire des cigares haut de gamme avec du tabac cultivé dans des conditions climatiques et géologiques adéquates, en utilisant les meilleures techniques de production en accordant une attention particulière aux détails.

## Production
La plantation de tabac de El Septimo se situe au Costa Rica [11] à proximité de la capitale de San Jose, dans une vallée montagneuse à 3000 mètres au-dessus du niveau de la mer. La plantation de tabac n'utilise aucune technique de culture intensive, elle est irriguée exclusivement par l'eau de pluie et n'utilise aucun type de produits chimiques ou de conservateurs.

## Vitoles et cigares El Septimo
La marque El Septimo a environ 40 types de cigares différents qui se regroupent dans 5 collections différentes : The Diamond Collection avec des cigares âgés de 15 ans, The Luxus Collection qui offre 11 types de cigares âgés de 10 ans, The Alexandra Collection, lancé en 2019, est une collection spécialement destinée au marché féminin, dont le tabac a vieilli pendant 10 ans, The Travel Time Collection qui rend hommage à certaines des villes les plus célèbres du monde, avec des cigares âgés de 7 ans, et The Gilgamesh Collection, qui propose les premiers cigares de la marque de calibre 50 et dont le tabac est âgé de 7 ans.